# Sambra
Sambra (fr. Sambre) – rzeka we Francji i Belgii, lewy dopływ Mozy o długości 193 km i powierzchni dorzecza 2740 km².
Rzeka wypływa ze źródeł na zachodnim krańcu Ardenów, płynie przez obszar belgijskiego zagłębia węglowego, a do Mozy uchodzi koło Namur. Sambra jest połączona kanałami ze Skaldą (Kanał Charleroi – Bruksela) i Sekwaną (Kanał Sambra – Oise).
Główne dopływy: Rivierette, Tarsy, Cligneux, Ruisseau d'Eclaibes, Flamenne, Helpe Mineure, Helpe Majeure, Solre, Hante, Thure, Biesmelle, Eau d'Heure, Acoz.
Ważniejsze miejscowości nad Sambrą: Hautmont, Maubeuge (we Francji), Thuin, Charleroi, Namur (w Belgii).